# Adolf August Friedrich Rudorff

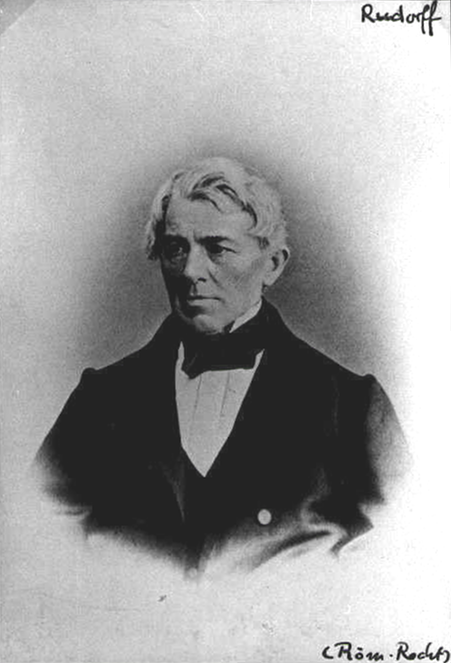
Adolf Friedrich Rudorff, 1857/58 Rektor der Friedrich-Wilhelm-Universität zu Berlin

Adolf August Friedrich Rudorff (* 21. März 1803 in Mehringen bei Hoya; † 14. Februar 1873 in Berlin) war ein deutscher Jurist, Vertreter des „antiquarischen“ Flügels der Schüler Savignys.

## Leben
Adolf Friedrich Rudorff war der Sohn von Friedrich August Rudorff (* 1768; † 1835) aus Zeven und von Christina Elisabeth Heldberg (* 1778; † 1843) aus Bremen. Er studierte von 1820 bis 1823 an der Georg-August-Universität Göttingen Rechtswissenschaft bei Georg Julius Ribbentrop und Karl Friedrich Eichhorn. Ab 1825 studierte er an der Friedrich-Wilhelms-Universität Berlin bei Friedrich Carl von Savigny. Unter ihm habilitierte er sich 1825 1829 wurde er außerordentlicher Professor und 1833 zum ordentlichen Professor berufen. 1852 wurde er zum Geheimen Justizrat ernannt, ab 1860 war er Mitglied der Königlich-Preußischen Akademie der Wissenschaften und 1857/58 wurde er zum Rektor der Friedrich-Wilhelms-Universität gewählt. In seiner Rede vom 15. Oktober 1857 sprach er „vom Beruf des Königtums, die Einheit aller Glieder der Gesellschaft zu vermitteln“. In seinen letzten Lebensjahren war er so krank, dass Heinrich Dernburg als sein Nachfolger berufen werden musste. Rudorff starb am 14. Februar 1873 in Berlin.
Adolf Friedrich Rudorff war seit 1832 mit Friederike Dorothea Elisabeth (genannt Betty) Pistor (* 1808; † 1887) verheiratet, der Tochter des Geheimen Oberpostrats Carl Philipp Heinrich Pistor und der Charlotte Pistor (* um 1777; † 3. Juli 1858), geb. Hensler. Betty Pistor, die als junges Mädchen in der Singakademie auftrat, wurde schwärmerisch von Felix Mendelssohn Bartholdy verehrt. Als Achtzehnjähriger hatte er ihr das selbstverfasste und -vertonte Lied Ist es wahr? gewidmet.
Das einzige Kind des Ehepaars Rudorff war der Komponist Ernst Rudorff.

## Leistungen
Sein Buch Das Recht der Vormundschaft aus den gemeinen in Deutschland geltenden Rechten entwickelt ist stark von Savignys Schrift Beruf unserer Zeit für Gesetzgebung und Rechtswissenschaft beeinflusst. Rudorff wandte sich dann der römischen Rechtsgeschichte und zeitgenössischer Philologie zu und beschäftigte sich mit den antiken Schriftstellern und Schriften. Seine Römische Rechtsgeschichte zum akademischen Gebrauch wurde bis 1880 wegen ihrer Genauigkeit geschätzt, trotz der Einwände von Rudolf von Jhering wegen ihrer unübersichtlichen Systematik. Seine Bearbeitung der Schriften der römischen Agrimensoren beschäftigt bis heute die Forschung.
Besondere Verdienste erwarb sich Rudorff durch die Herausgabe von einigen Schriften Georg Friedrich Puchtas aus dessen Nachlass und durch seine Ausgabe von Friedrich Carl von Savigny: Das Recht des Besitzes (1865).
Ab 1842 war er Mitherausgeber der Zeitschrift für geschichtliche Rechtswissenschaft.
1861 begründete er mit andern die Zeitschrift für Rechtsgeschichte (danach Zeitschrift der Savigny-Stiftung für Rechtsgeschichte, schließlich Zeitschrift für geschichtliche Rechtswissenschaft).

## Hörer
Im Wintersemester 1838/39 besuchte Karl Marx seine Vorlesung über „Erbrecht“ „fleißig.“

## Werke
- Friedrich Carl von Savigny’s Vorlesungen über Pandecten, gehalten zu Berlin im Wintersemester (vom 25. Octo. – 31. März) 1823–1824 nachgeschrieben von A. A. F. Rudorff. Berlin 1824.
- Grundriss zu Vorlesungen über das gemeine Erbrecht. Ferdinand Dümmler, Berlin 1827.
- Pandektenvorlesung im Sommersemester 1830. Aufgeschrieben von C. Burchard. Beroloni 1831.
- Das Recht der Vormundschaft aus den gemeinen in Deutschland geltenden Rechten entwickelt. 3 Bände. Ferdinand Dümmler, Berlin 1832–1834; mpier.mpg.de
  - Band 1; digitale-sammlungen.de
  - Band 2; digitale-sammlungen.de
  - Band 3; digitale-sammlungen.de
- Grundriss zu Vorlesungen über den gemeine Civilrecht zum Gebrauch neben seinen Vorträgen über Pandecten und Erbrecht. Ferdinand Dümmler, Berlin 1833.
- Grundriß zu Vorlesungen über den gemeinen und preussischen Civilprozess. Ferdinand Dümmler, Berlin 1837; digitale-sammlungen.de
- Pandektenstellen. Berlin 1838.
- Das Ackergesetz des Spurius Thorius. Nicolai, Berlin 1839; digitale-sammlungen.de
- Zeitschrift für geschichtliche Rechtswissenschaft. Hrsg. C. F. Savigny, C. F. Eichhorn, F. L. Göschen, A. F. Rudorff u. a., Berlin 1842–1848 (Reprint Frankfurt am Main 1968–1968).
  - 1842, 11. Band, Berlin; Textarchiv – Internet Archive
- Grundriß zu Vorlesungen über die Geschichte des Römischen Rechts bis Justianus. Ferdinand Dümmler, Berlin 1841; digitale-sammlungen.de
- Grundriß zu Vorlesungen über das gemeine Civilrecht mit einer Sammlung von Beweisstellen und Ausführung einzelner Lehren. Zweite Ausgabe. Berlin 1843.
- A. Rudorff, Blume, Lachmann, Mommensen (Hrsg.): Die Schriften der römischen Feldmesser. 2 Bände. Georg Reimer, Berlin 1848–1852.
  - Band 1; Textarchiv – Internet Archive
  - Band 2; ubka.uni-karlsruhe.de
- Kritik der Schrift des Staatsanwalts v. Kirchmann über die Wertlosigkeit der Jurisprudenz als Wissenschaft. Plahn, Berlin 1848.
- Georg Friedrich Puchta: Kleine zivilistische Schriften. Hrsg. von Adolf Friedrich Rudorff. Breitkopf und Härtel, Leipzig 1851; Textarchiv – Internet Archive.
- Römische Rechtsgeschichte zum akademischen Gebrauch. 2 Bände. Bernhard Tauchnitz, Leipzig 1857/1859.
  - Erster Band: Rechtbildung. Textarchiv – Internet Archive.
  - Zweiter Band: Rechtspflege.
- Rectoratsreden. Oratio nataliciis Regis conditoris celebrandis d. III. M. Aug. a. MDCCCLVIII. habita. De iuris scholarum et meritis et officiis. Buchdruckerei der Königl. Akad. der Wiss. Berlin 1858; ub.hu-berlin.de
- De maiore ac minore Latio ad Gaium I, 95–96: Disputatio critica. Gustav Schade, Berlin 1860; digitale-sammlungen.de
- Friedrich Carl von Savigny. Erinnerung an sein Wesen und Wirken. Böhlau, Weimar 1862; archive.org.
- Friedrich Carl von Savigny. Erinnerungen an sein Wesen und Wirken. In: Zeitschrift für Rechts Geschichte, Wien, 1862.
- Festrede auf die Universität zu Berlin. Gehalten am 22. März 1865. Dr. der Königl. Akad. der Wiss., Berlin 1865.
- Zeitschrift für Rechtsgeschichte. Begründet von A. F. Rudorff, Berlin 1861–1873.
- Friedrich Carl von Savigny: Das Recht des Besitzes. 7. Auflage. Hrsg. von Adolf Friedrich Rudorff. Carl Gerold’s Sohn, Wien 1865; digitale-sammlungen.de
- Über die Glossare der Philezenus und Grillus. Berlin 1866.
- Edicti perpetui quae reliqua sunt. Hirzel, Leipzig 1869; digitale-sammlungen.de
- Georg Friedrich Puchta: Vorlesungen über das heutige römische Recht. 6. Auflage. Hrsg.: Adolf Friedrich Rudorff. Leipzig 1873–1874.